# Deutsches Forum für Erbrecht

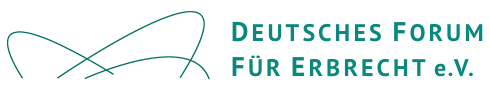
Logo des DFE

Das Deutsche Forum für Erbrecht e. V. (DFE) ist ein gemeinnütziger, eingetragener Verein, der breite Bevölkerungsschichten allgemeinverständlich über das Erbrecht und Erbschaftsteuerrecht sowie damit zusammenhängende Fragen (z. B. Übergabevertrag, Vorsorgevollmacht, Patientenverfügung) informiert. Mitglieder sind auf das Erbrecht und Erbschaftsteuerrecht spezialisierte Rechtsanwälte, Steuerberater und Notare.

## Geschichte und Organisation
Der Verein mit Sitz in München wurde im Jahre 1996 gegründet. Mitglieder sind vornehmlich Rechtsanwälte, Steuerberater, Wirtschaftsprüfer und Notare. Das über 2500 Seiten starke Praxishandbuch Erbrechts-Beratung des Otto-Schmidt-Verlags wurde von Mitgliedern geschrieben
Der Verein unterhält in allen 16 Bundesländern sogenannte Sektionen, die für das jeweilige Bundesland zuständig sind. Der Verein hat ca. 600 Mitglieder, vornehmlich in der Bundesrepublik Deutschland. Darüber hinaus gibt es Mitglieder in 24 weiteren Nationen (z. B. USA oder Kanada mit zahlreichen deutschen Auswanderern). Gründungs- und Ehrenpräsident ist Klaus Michael Groll aus München.
Sektionsleiter werden für jedes deutsche Bundesland benannt. 

## Erbrechtstage
Seit 1998 werden jährlich die sog. „Erbrechtstage“ an wechselnden Orten in der gesamten Bundesrepublik ausgerichtet. Die Idee entwickelte Gerhard Ruby, der erstmals in Villingen-Schwenningen 1998 eine solche sechstägige Veranstaltungsreihe durchführte. Der Erfolg mit über 3000 Besuchern war so groß, dass das Forum solche Erbrechtstage zu seinem Markenzeichen machte. Bei diesen offenen Veranstaltungen referieren insbesondere Fachanwälte für Erbrecht „ohne Juristendeutsch“ zu allen erbrechtlichen, schenkung- und erbschaftsteuerlichen Themen. Seit 2000 informiert das Erbrechtsforum auch mit seinen Sektionsleitern als Gästen in zahlreichen Fernseh- und Radiosendungen (z. B. Kaffee oder Tee oder im Deutschlandfunk) sowie überregionalen Zeitschriften und Zeitungen, wie Focus, Die Zeit oder Bild, über das Erbrecht und Erbschaftsteuerrecht.

## Schriftenreihe
Das Forum selbst gibt eine Schriftenreihe zum Erbrecht und Erbschaftsteuerrecht heraus. Ziel der sogenannten „Leitfäden“ ist es, Erbrecht und Erbschaftsteuerrecht für Laien verständlich zu machen.

## Europa-Akademie
Wegen der zunehmenden Internationalisierung des Erbrechts, z. B. durch mehrnationale Ehen oder Aufenthalte im Ausland, wurde vom Verein die Europa-Akademie gegründet, die sich vor allem mit Fragen des Internationalen Privatrechts befasst. Diese hat ebenfalls ihren Sitz in München.

## Erbrechtsreport
Mitgliederorgan ist der sog. Erbrechts-Report, der seit der Vereinsgründung vierteljährlich erscheint. Er gibt einen Überblick über das Vereinsgeschehen, die aktuelle Rechtsprechung zum Erbrecht der Zivilgerichte, der Finanzgerichte zum Erbschaft- und Schenkungsteuerrecht sowie über Fachveröffentlichungen in Zeitschriften und Büchern.

## Weblink
- Offizielle Website